# Rhodostrophia terrestraria
Rhodostrophia terrestraria là một loài bướm đêm trong họ Geometridae.